# 955
Il 955 (CMLV in numeri romani) è un anno  del X secolo.

## Eventi
- 10 agosto: Ottone I del Sacro Romano Impero sbaraglia un esercito di quasi 30.000 Ungari nella battaglia di Lechfeld. Dopo questa battaglia, i magiari non saranno più una minaccia per i popoli europei.
- 16 ottobre: Battaglia del Raxa - Ottone I sconfigge la coalizione Obodrita sul fiume Raxa.
- 16 dicembre - Giovanni XII viene eletto 130º papa della Chiesa cattolica

## Nati
- 10 maggio - Al-'Aziz bi-llah, imam arabo († 996)
- Eutimio l'Atonita, monaco cristiano georgiano († 1028)
- Gontiero di Turingia, santo tedesco († 1045)
- Landolfo IV di Benevento, principe longobardo († 982)
- Matilda di Quedlinburg, badessa tedesca († 999)
- Teofano Scleraina († 991)

## Morti
- 10 agosto - Corrado il Rosso, nobile tedesco
- 10 agosto - Fajsz d'Ungheria
- 16 ottobre - Stoignew, sovrano obodrita
- 1º novembre - Enrico I di Baviera, duca tedesco
- 8 novembre - Papa Agapito II, papa e cardinale italiano
- 23 novembre - Edredo d'Inghilterra, re (n. 923)
- Ahmad ibn Muhammad ibn Musa al-Razi, storico e scrittore persiano (n. 888)
- Bulcsú, nobile ungherese
- Isaac Israeli ben Solomon, filosofo e medico egiziano (n. 855)
- Lehel, condottiero ungherese
- Sancha Sánchez di Navarra, regina

## Calendario
| Calendario 955 | Calendario 955 | Calendario 955 | Calendario 955 | Calendario 955 | Calendario 955 | Calendario 955 | Calendario 955 | Calendario 955 | Calendario 955 | Calendario 955 | Calendario 955 | Calendario 955 | Calendario 955 | Calendario 955 | Calendario 955 | Calendario 955 | Calendario 955 | Calendario 955 | Calendario 955 | Calendario 955 | Calendario 955 | Calendario 955 | Calendario 955 | Calendario 955 | Calendario 955 | Calendario 955 | Calendario 955 | Calendario 955 | Calendario 955 | Calendario 955 | Calendario 955 | Calendario 955 |
| -------------- | -------------- | -------------- | -------------- | -------------- | -------------- | -------------- | -------------- | -------------- | -------------- | -------------- | -------------- | -------------- | -------------- | -------------- | -------------- | -------------- | -------------- | -------------- | -------------- | -------------- | -------------- | -------------- | -------------- | -------------- | -------------- | -------------- | -------------- | -------------- | -------------- | -------------- | -------------- | -------------- |
|                | 1              | 2              | 3              | 4              | 5              | 6              | 7              | 8              | 9              | 10             | 11             | 12             | 13             | 14             | 15             | 16             | 17             | 18             | 19             | 20             | 21             | 22             | 23             | 24             | 25             | 26             | 27             | 28             | 29             | 30             | 31             |                |
| Gennaio        | Lu             | Ma             | Me             | Gi             | Ve             | Sa             | Do             | Lu             | Ma             | Me             | Gi             | Ve             | Sa             | Do             | Lu             | Ma             | Me             | Gi             | Ve             | Sa             | Do             | Lu             | Ma             | Me             | Gi             | Ve             | Sa             | Do             | Lu             | Ma             | Me             |                |
| Febbraio       | Gi             | Ve             | Sa             | Do             | Lu             | Ma             | Me             | Gi             | Ve             | Sa             | Do             | Lu             | Ma             | Me             | Gi             | Ve             | Sa             | Do             | Lu             | Ma             | Me             | Gi             | Ve             | Sa             | Do             | Lu             | Ma             | Me             |                |                |                |                |
| Marzo          | Gi             | Ve             | Sa             | Do             | Lu             | Ma             | Me             | Gi             | Ve             | Sa             | Do             | Lu             | Ma             | Me             | Gi             | Ve             | Sa             | Do             | Lu             | Ma             | Me             | Gi             | Ve             | Sa             | Do             | Lu             | Ma             | Me             | Gi             | Ve             | Sa             |                |
| Aprile         | Do             | Lu             | Ma             | Me             | Gi             | Ve             | Sa             | Do             | Lu             | Ma             | Me             | Gi             | Ve             | Sa             | Do             | Lu             | Ma             | Me             | Gi             | Ve             | Sa             | Do             | Lu             | Ma             | Me             | Gi             | Ve             | Sa             | Do             | Lu             |                |                |
| Maggio         | Ma             | Me             | Gi             | Ve             | Sa             | Do             | Lu             | Ma             | Me             | Gi             | Ve             | Sa             | Do             | Lu             | Ma             | Me             | Gi             | Ve             | Sa             | Do             | Lu             | Ma             | Me             | Gi             | Ve             | Sa             | Do             | Lu             | Ma             | Me             | Gi             |                |
| Giugno         | Ve             | Sa             | Do             | Lu             | Ma             | Me             | Gi             | Ve             | Sa             | Do             | Lu             | Ma             | Me             | Gi             | Ve             | Sa             | Do             | Lu             | Ma             | Me             | Gi             | Ve             | Sa             | Do             | Lu             | Ma             | Me             | Gi             | Ve             | Sa             |                |                |
| Luglio         | Do             | Lu             | Ma             | Me             | Gi             | Ve             | Sa             | Do             | Lu             | Ma             | Me             | Gi             | Ve             | Sa             | Do             | Lu             | Ma             | Me             | Gi             | Ve             | Sa             | Do             | Lu             | Ma             | Me             | Gi             | Ve             | Sa             | Do             | Lu             | Ma             |                |
| Agosto         | Me             | Gi             | Ve             | Sa             | Do             | Lu             | Ma             | Me             | Gi             | Ve             | Sa             | Do             | Lu             | Ma             | Me             | Gi             | Ve             | Sa             | Do             | Lu             | Ma             | Me             | Gi             | Ve             | Sa             | Do             | Lu             | Ma             | Me             | Gi             | Ve             |                |
| Settembre      | Sa             | Do             | Lu             | Ma             | Me             | Gi             | Ve             | Sa             | Do             | Lu             | Ma             | Me             | Gi             | Ve             | Sa             | Do             | Lu             | Ma             | Me             | Gi             | Ve             | Sa             | Do             | Lu             | Ma             | Me             | Gi             | Ve             | Sa             | Do             |                |                |
| Ottobre        | Lu             | Ma             | Me             | Gi             | Ve             | Sa             | Do             | Lu             | Ma             | Me             | Gi             | Ve             | Sa             | Do             | Lu             | Ma             | Me             | Gi             | Ve             | Sa             | Do             | Lu             | Ma             | Me             | Gi             | Ve             | Sa             | Do             | Lu             | Ma             | Me             |                |
| Novembre       | Gi             | Ve             | Sa             | Do             | Lu             | Ma             | Me             | Gi             | Ve             | Sa             | Do             | Lu             | Ma             | Me             | Gi             | Ve             | Sa             | Do             | Lu             | Ma             | Me             | Gi             | Ve             | Sa             | Do             | Lu             | Ma             | Me             | Gi             | Ve             |                |                |
| Dicembre       | Sa             | Do             | Lu             | Ma             | Me             | Gi             | Ve             | Sa             | Do             | Lu             | Ma             | Me             | Gi             | Ve             | Sa             | Do             | Lu             | Ma             | Me             | Gi             | Ve             | Sa             | Do             | Lu             | Ma             | Me             | Gi             | Ve             | Sa             | Do             | Lu             |                |